# Пећина Мишарица
Пећина Мишарица је пећина која се налази се на обронцима брда Понир, у близини села Бијели Поток, Град Бањалука, Република Српска, БиХ. Дужина пећине је 55 метара. Пећина Мишарица је станиште највеће колоније слијепих мишева у Републици Српској. Заштићене врсте слијепих мишева са стаништем у овој пећини су: Rhinolophus ferrumequinum, Rhinolophus euryale, Myotis myotis и Miniopterus schreibersi. У пећини Мишарица су пронађене двије бронзане сјекире, венецијански бронзани новчићи, фрагменти керамичких посуда и кресиво за пушку кремењачу. Ова пећина је под заштитом Завода за заштиту културно историјског и природног насљеђа Републике Српске, и спада у природно добро III категорије.